# Ode allo Sport
Ode allo Sport (in francese Ode au Sport) è una poesia di Pierre de Coubertin del 1912.

## Storia
Composta per il concorso artistico dei Giochi della V Olimpiade di Stoccolma, a cui decise di prendere parte temendo che queste competizioni non attirassero abbastanza partecipanti, l'ode vinse la medaglia d'oro per la letteratura, sopravanzando opere di autori come Gabriele D'Annunzio, Paul Adam, Gabriel Letainturier-Fradin, Maurice Pottecher e Marcel Boulenger.
De Coubertin utilizzò gli pseudonimi "Georges Hohrod" e "Martin Eschbach", nomi tratti da Hohrod e Eschbach-au-Val, due villaggi alsaziani vicini al luogo di nascita di sua moglie, Luttenbach-près-Munster, in quanto era anche membro della giuria di gara, oltre che presidente del Comitato Olimpico Internazionale. Il barone francese aveva usato in precedenza il nome Georges Hohrod per pubblicare nel 1899 il romanzo autobiografico Le Roman d'un rallié. "Martin Eschbach", talvolta riportato anche come "Max Eschbach" o solo come "M. Eschbach", si ritiene possa essere la moglie di de Coubertin, Marie Rothan, che probabilmente si occupò della parte tradotta in tedesco. Solo nel 1919 fu reso noto che l'autore di Ode au Sport fosse il fondatore del movimento olimpico.

## Struttura
L'opera è fortemente influenzata dalle Cinque grandi Odi di Paul Claudel, pubblicate dal 1904 al 1910, in particolare per quanto riguarda la divisione in nove parti della struttura, pari al numero delle Muse greche, e per l'anafora vocativa iniziale "O Sport", direttamente collegata a "O anima mia" di Claudel. Vi sono poi elementi riferibili alle Odi di Pindaro e alcune poesie di Charles Baudelaire e di Aloysius Bertrand; l'uso stesso dell'ode vuole richiamare la poesia lirica greca, volendo celebrare lo sport, esaltandone i valori agonistici e gli atleti stessi, come era abitudine fare Pindaro in epoca ellenica. Da un punto di vista metrico, de Coubertin utilizza il versetto libero, senza quindi concentrarsi su rime e conteggio delle sillabe.
La prima strofa funge da riassunto per le 8 successive, in quanto queste sviluppano ed elaborano attraverso delle personificazioni divine la frase "sport come il piacere degli dei e l'essenza della vita" presente nei primi versi: de Coubertin quindi cerca di argomentare i motivi per cui quest'attività, capace di armonizzare l'attività fisica e l'attività della mente, è contemporaneamente bellezza, giustizia, audacia, onore, gioia, fecondità, progresso e pace. L'anafora stessa iniziale e le varie allitterazioni riferibili allo sport mirano ad elevare attraverso il ritmo e il suono l'importanza dello stesso sia per quanto riguarda la società in sé, sia nel suo rapporto con l'autore. L'uso del francese e del tedesco, a pochi mesi dalla seconda crisi marocchina e dalla crisi di Agadir, vuole essere poi un spunto per far sì che Francia e Germania si possano riavvicinare anche attraverso lo sport, attraverso il quale "si stabiliscono rapporti felici tra i popoli riunendoli nel culto della forza controllata".